# Lei da sodomia

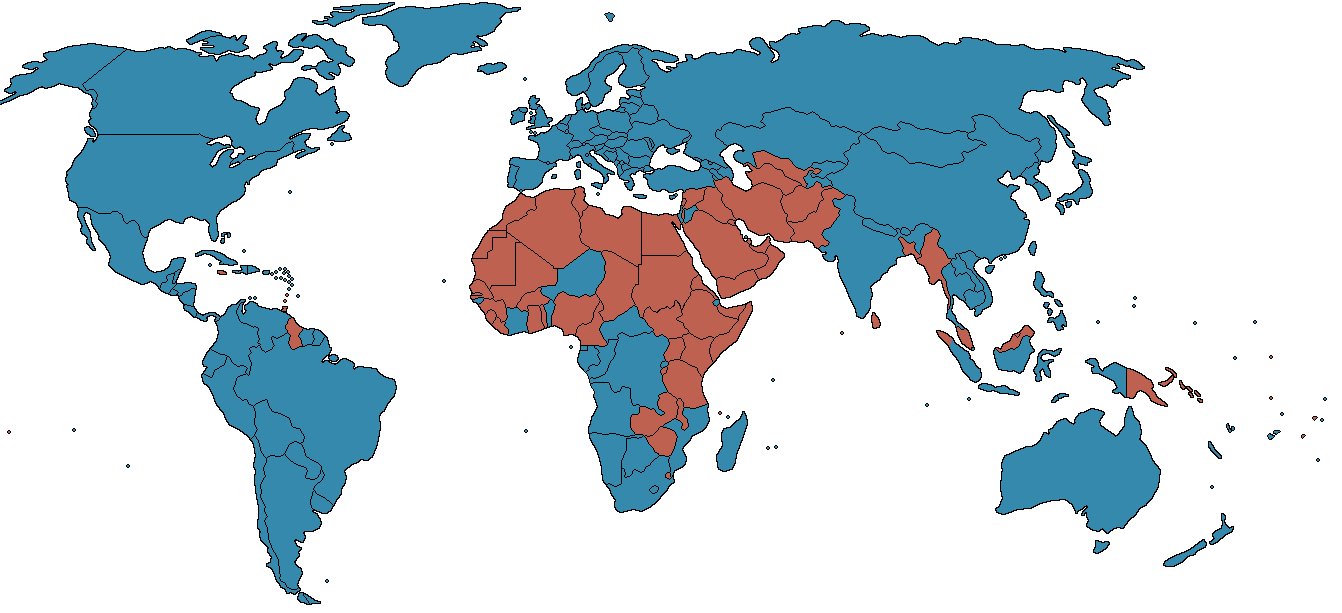
Países (em vermelho) que ainda possuem leis contra a atividade sexual entre pessoas do mesmo sexo.

A Lei da sodomia é uma lei que define certos atos sexuais como crimes. Os precisos atos sexuais abrangidos pelo termo sodomia raramente são elencados na lei, mas é tipicamente compreendido pelos tribunais que incluem qualquer ato sexual que não leva à procriação. Sodomia tipicamente inclui sexo oral, sexo anal e bestialidade; na prática, essas leis raramente aprisionam casais heterossexuais.
Em junho de 2024, 61 países, além de 3 jurisdições subnacionais, possuem leis que criminalizam a atividade sexual entre duas pessoas do mesmo sexo. Em 2006, esse número era 92. Entre esses 61 países, 40  criminalizam a atividade sexual masculina entre pessoas do mesmo sexo e têm leis que criminalizam a atividade sexual feminina entre pessoas do mesmo sexo. Em 11 deles, a atividade sexual entre duas pessoas do mesmo sexo é punível com a pena de morte.

## Definição

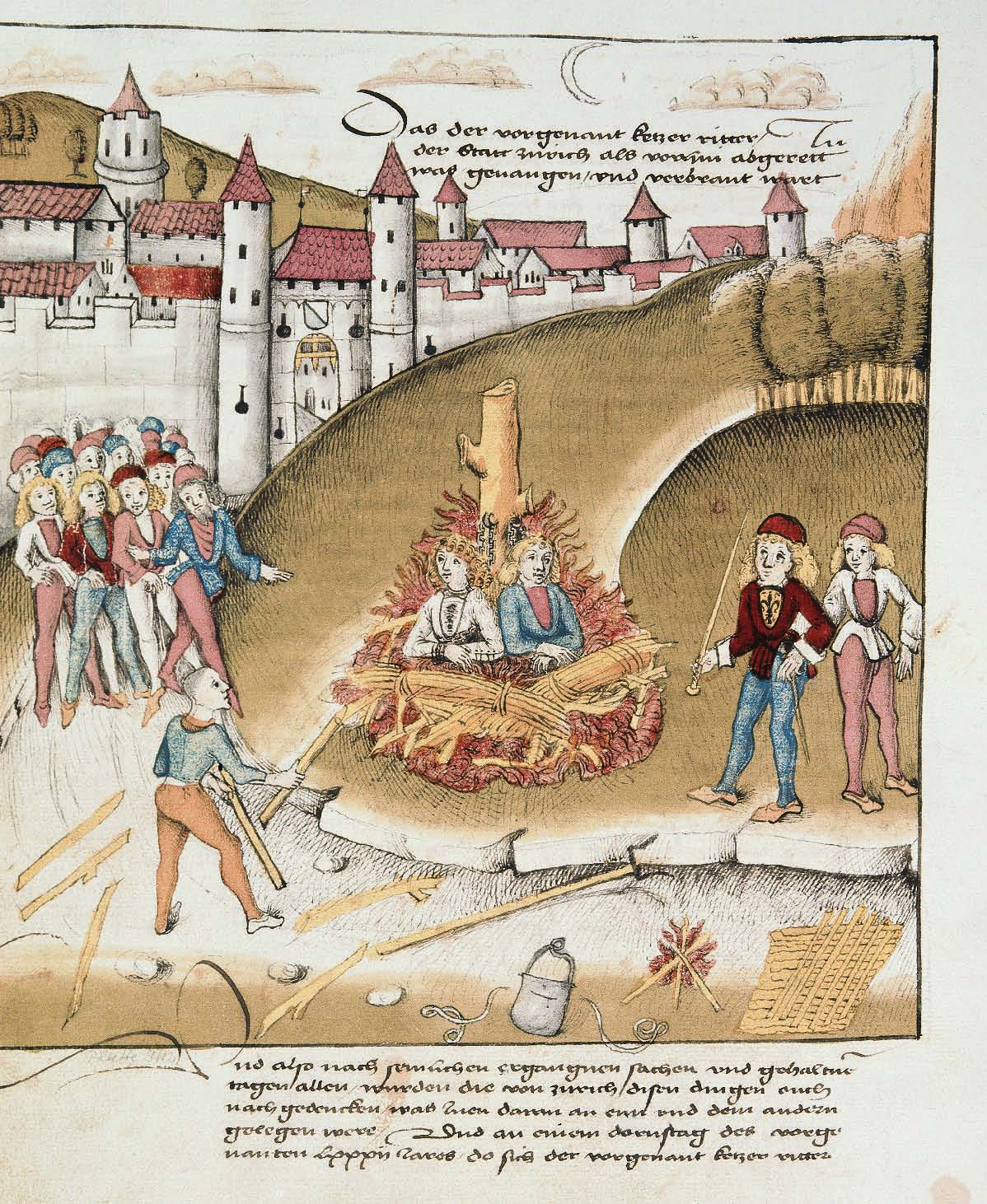
Burning of the accused sodomites (Queima dos sodomitas acusados). Richard Puller von Hohenburg e seu servo Anton Mätzler fora das muralhas de Zurique, 1482 (do cronista Spiezer Schilling).

A sodomia é um termo derivado do latim, que historicamente se refere à práticas sexuais consideradas não normativas e sem fins reprodutivos. Até por volta do século XIX, o termo era utilizado para designar atos sexuais considerados pecado pela religião cristã.
A definição de quais seriam esses atos passou por mudanças em diferentes períodos históricos, foi errônea e preconceituosamente usada para descrever o ato sexual anal sem ou com ejaculação (entre pessoas do mesmo sexo ou não) e relações sexuais entre pessoas do mesmo sexo. Neste exemplo, iniciou-se uma discussão sobre se a sodomia seria possível entre mulheres por não haver o ato de ejaculação.
A origem do termo remonta a uma interpretação de um relato do Antigo Testamento no Livro de Gênesis, no qual conta sobre a destruição das cidades de Sodoma e Gomorra por conta da ira divina. De acordo com o texto bíblico, dois anjos foram enviados à cidade de Sodoma para entender os motivos das súplicas, sendo hospedados por Ló. Após a chegada dos anjos, os homens da cidade queriam acesso aos visitantes para a realização de atos sexuais, situação negada por Ló, que oferece suas filhas no lugar. Após essa situação a cidade é castigada pela ira divina com a destruição.
No entanto, a palavra "sodomia" não tem origem diretamente bíblica e resulta de interpretações casuais e seletivas que desvincularam o termo de seu contexto original. Nos textos sagrados, o "erro de Sodoma" é descrito em Ezequiel 16:49-50, onde o texto hebraico utiliza a expressão "avon Sedom" (עֲוֹן סְדוֹם), traduzida como "a iniquidade de Sodoma", que se refere à arrogância, à fartura de pão entre alguns e ao desprezo pelos pobres, além da falta de compaixão. Esses pecados refletem negligência social, ganância e desumanidade, destacando violações éticas relacionadas à justiça e à hospitalidade, valores essenciais no contexto histórico e cultural da época. A posterior associação entre "sodomia" e sexualidade constitui uma leitura isolada que desconsidera o contexto histórico e linguístico, ignorando o enfoque bíblico em questões de amor ao próximo e empatia.

## Histórico no Brasil
No Brasil, o uso do termo sodomia e suas implicações legais têm raízes imperiais, já que a sodomia era punida em Portugal desde as Ordenações Afonsinas do século XIII, sendo julgadas pelo Tribunal do Santo Ofício da Inquisição a partir de 1536.
A criminalização da sodomia foi transferida para o Brasil a partir da colonização, com a chegada dos colonos portugueses e da legislação estatal baseada na moral cristã, e era punida de acordo com três jurisdições: jurisdição secular (Ordenações Portuguesas), à jurisdição eclesiástica, e à jurisdição do Tribunal do Santo Ofício da Inquisição.
As Ordenações Filipinas, de 1603, que vigoraram por mais de 200 anos, foram consideradas as mais importantes quanto a criminalização da sodomia no Brasil, por incluírem mulheres como passíveis de cometer o crime sodomítico. Já as Ordenações Portuguesas adicionaram o dispositivo da delação para esse tipo de crime.
A partir do início do século XIX foi iniciado o processo da descriminização da sodomia no Brasil, com a extinção do Tribunal do Santo Ofício (entre 1774 e 1821) e o novo Código Penal de 1830, que retirou o delito de sodomia da legislação, inspirado nos ideais iluministas.
O Código Penal Militar, estabelecido pelo Decreto-Lei nº 1.001 de 1969, incluía o termo pederastia como uma forma de sodomia, punindo atos libidinosos em locais sob administração militar. A redação original do artigo 235 previa penas para atos libidinosos, independentemente da orientação sexual dos envolvidos.
Em 2000, o deputado Alceste Almeida propõe o Projeto de Lei Nº 2.773/2000, que visa alterar o artigo 235 desse código, buscando eliminar o termo pederastia e a expressão "homossexual ou não", argumentando que essas terminologias são preconceituosas e desnecessárias. Em 2006, a deputada Laura Carneiro propõe o Projeto de Lei Nº 6871/2006 com a mesma alteração, visando modernizar a legislação, excluindo termos com conotações pejorativas e reconhecendo que atos libidinosos podem ser tanto heterossexuais quanto homossexuais. Os dois projetos foram unidos e a aprovação foi dada em 31 de Janeiro de 2023.

## Legislação contra a atividade sexual entre pessoas do mesmo sexo
O termo sodomia, no século XXI, não caracteriza mais a relação entre pessoas de um mesmo sexo como um delito na Europa e na América, com exceção da Guiana, Jamaica e alguns países das Pequenas Antilhas. Até janeiro de 2019, 71 estados criminalizavam as relações sexuais consensuais entre pessoas do mesmo sexo em todo o seu território; em 45 desses estados, a lei se aplica a homens e  mulheres. Além disso, quatro jurisdições subnacionais têm leis que penalizam a homossexualidade: a província de Aceh na Indonésia, a cidade de Marawi, as Ilhas Cook (estado autônomo livre associado à Nova Zelândia) e a Faixa de Gaza. Alguns países, como o Egito ou o Iraque, perseguem a homossexualidade sem penalizá-la explicitamente, sob leis de moralidade ou escândalo público.

### África
| País         | Ano       | Dispositivos Legais                          | Pena                       | Se aplica a homens | Se aplica a mulheres |
| ------------ | --------- | -------------------------------------------- | -------------------------- | ------------------ | -------------------- |
| Argélia      | 1996      | Código Penal, artigo 333, 333bis, 338.       | Multa - 3 anos de prisão   | Sim                | Sim                  |
| Burundi      | 2009      | Código Penal, artigo 567.                    | 3 meses – 2 anos de prisão | Sim                | Sim                  |
| Camarões     | 1965      | Código Penal, artigo 347-1.                  | 6 meses – 5 anos de prisão | Sim                | Sim                  |
| Chade        | 2017      | Código Penal, artigo 354.                    | 3 meses – 2 anos de prisão | Sim                | Sim                  |
| Comores      | 1982      | Código Penal, artigo 318.                    | Até 5 anos de prisão       | Sim                | Sim                  |
| Eritreia     | 1957      | Código Penal, artigo 600.                    | 10 dias – 3 anos de prisão | Sim                | Sim                  |
| Etiópia      | 1957      | Código Penal, artigo 629, 630.               | Até 10 anos de prisão      | Sim                | Sim                  |
| Gâmbia       | 1965/2014 | Código Penal, artigo 144, 144A, 147(2).      | Multa - 14 anos de prisão  | Sim                |                      |
| Gana         | 1960      | Código Penal, artigos 99, 104.               | Até 3 anos de prisão       | Sim                | Não                  |
| Guiné        | 1988      | Código Penal, artigo 325.                    | 6 meses - 3 anos de prisão | Sim                | Sim                  |
| Quênia       | 1948      | Código Penal, artigo 162.                    | Até 5 anos de prisão       | Sim                | Não                  |
| Libéria      | 1978      | Lei Penal, artigo 14.74.                     | Até 1 ano de prisão        | Sim                | Sim                  |
| Líbia        | 1953      | Código Penal, artigo 407, 408.               | Até 3 anos de prisão       | Sim                | Sim                  |
| Malawi       | 1930      | Código Penal, artigo 153, 137A.              | Até 5 anos de prisão       | Sim                | Sim                  |
| Marrocos     | 1962      | Código Penal, artigo 489.                    | 6 meses - 3 anos de prisão | Sim                | Sim                  |
| Mauritânia   | 1983      | Código Penal, artigo 306, 308.               | Morte                      | Sim                | Sim                  |
| Namíbia      | -         | Delito de direito habitual.                  | Até 10 anos de prisão      | Sim                | Não                  |
| Nigéria      | 1990      | Código Penal, artigo 214, 215, 217.          | 5 - 14 anos / Morte        | Sim                | Sim                  |
| Senegal      | 1965      | Código Penal, artigo 319(3).                 | Multa – 5 anos de prisão   | Sim                | Sim                  |
| Serra Leoa   | 1861      | Lei de Delitos contra as pessoas, artigo 61. | Prisão perpétua            | Sim                | Não                  |
| Somália      | 1962      | Código Penal, artigo 409.                    | 3 meses - 3 anos / Morte   | Sim                | Sim                  |
| Essuatíni    | -         | Delito de direito habitual.                  | -                          | Sim                | Não                  |
| Sudão        | 1991      | Código Penal, artigo 148, 151.               | 5 anos - Prisão Perpetua   | Sim                | Sim                  |
| Sudão do Sul | 2008      | Código Penal, artigo 148.                    | Até 10 anos de prisão      | Sim                | Sim                  |
| Tanzânia     | 1945      | Código Penal, artigo 154.                    | 30 anos - Prisão perpétua  | Sim                | Não                  |
| Togo         | 1980      | Código Penal, artigo 88.                     | Até 3 anos e multa         | Sim                | Não                  |
| Tunísia      | 1913      | Código Penal, artigo 230.                    | Multa - 3 anos             | Sim                | Sim                  |
| Uganda       | 1950      | Código Penal, artigo 145.                    | Até 7 anos de prisão       | Sim                | Sim                  |
| Zâmbia       | 1930      | Código Penal, artigo 155, 156.               | Até 14 anos de prisão      | Sim                | Sim                  |
| Zimbabwe     | 1996      | Direito Penal, artígo 73.                    | Até 3 anos                 | Sim                | Não                  |

### América
| País                     | Ano  | Dispositivos Legais                            | Pena                                             | Se aplica a homens | Se aplica a muheres |
| ------------------------ | ---- | ---------------------------------------------- | ------------------------------------------------ | ------------------ | ------------------- |
| Granada                  | 1993 | Código Penal, artigo 431.                      | Até 10 anos de prisão                            | Sim                | Não                 |
| Guiana                   | 1893 | Direito Penal (Delitos), artigo 352, 353, 354. | Até 10 anos de prisão                            | Sim                | Não                 |
| Jamaica                  | 1864 | Delito contra a Pessoa, artigo 76, 77, 78, 79. | Até 2 anos de prisão com ou sem trabalho forçado | Sim                | Não                 |
| Santa Lúcia              | 2005 | Código Penal, artigo 132, 133.                 | Até 10 anos de prisão                            | Sim                | Sim                 |
| São Vicente e Granadinas | 1990 | Código Penal, artigo 146, 148.                 | Até 10 anos de prisão                            | Sim                | Sim                 |

### Ásia
| País                   | Ano  | Dispositivos Legais                                                                 | Pena                                              | Se aplica a homens | Se aplica a mulheres |
| ---------------------- | ---- | ----------------------------------------------------------------------------------- | ------------------------------------------------- | ------------------ | -------------------- |
| Afeganistão            | 1976 | Código Penal, artigo 427.                                                           | Prisão - Morte                                    | Sim                | Sim                  |
| Arábia Saudita         | -    | Surata 7: 80/81.                                                                    | Chicotada - Morte                                 | Sim                | Sim                  |
| Bangladesh             | 1860 | Código Penal, artigo 377.                                                           | 10 anos - Prisão perpétua                         | Sim                | Não                  |
| Myanmar                | 1860 | Código Penal, artigo 377.                                                           | Até 10 anos de prisão                             | Sim                | Não                  |
| Brunei                 | 1951 | Código Penal, artigo 377.                                                           | Morte                                             | Sim                | Não                  |
| Catar                  | 2004 | Código Penal, artigo 296, 298.                                                      | Multa - 5 anos                                    | Sim                | Sim                  |
| Emirados Árabes Unidos | 1987 | Código Penal, artigo 356.                                                           | Multa - Morte                                     | Sim                | Sim                  |
| Indonésia              | -    | Apenas nas províncias de Aceh (Portaria Provincial n.º 6/2014 ao abrigo da sharia). | 100 chicotadas e/ou até 8 anos de prisão em Aceh. | Sim                | Sim                  |
| Iraque                 | 1969 | Código Penal, artigo 404.                                                           | Multa - 1 ano de prisão                           | Sim                | Sim                  |
| Irão                   | 2013 | Código Penal Islâmico, artigos 233-241.                                             | Prisão - Morte                                    | Sim                | Sim                  |
| Kuwait                 | 1960 | Código Penal, artigo 193.                                                           | Até 6 anos de prisão                              | Sim                | Não                  |
| Líbano                 | 1943 | Código Penal, artigos 209, 532, 534.                                                | Até 1 ano de prisão                               | Sim                | Não                  |
| Malásia                | 1976 | Código Penal, artigo 377A.                                                          | Multa - 20 anos                                   | Sim                | Sim                  |
| Maldivas               | 2014 | Código Penal, artigos 410, 411, 412.                                                | 9 meses – 1 ano de prisão ou 10 - 30 chicotadas   | Sim                | Sim                  |
| Omã                    | 1974 | Código Penal, artigo 33, 223.                                                       | Multa - 3 anos                                    | Sim                | Sim                  |
| Paquistão              | 1860 | Código Penal, artigo 377.                                                           | 2 anos - Prisão perpetua                          | Sim                | Não                  |
| Palestina              | 1936 | Apenas na Faixa de Gaza: Portaria do Código Penal n.º 74, artigo 152.               | Até 10 anos de prisão                             | Sim                | Não                  |
| Síria                  | 1949 | Código Penal, artigo 520.                                                           | Multa - 3 anos de prisão                          | Sim                | Sim                  |
| Sri Lanka              | 1885 | Código Penal, artigos 365, 365A.                                                    | Até 10 anos de prisão                             | Sim                | Sim                  |
| Turquemenistão         | 1997 | Código Penal, artigo 135.                                                           | Multa - 2 anos                                    | Sim                | Não                  |
| Uzbequistão            | 1994 | Código Penal, artigo120.                                                            | Multa - 3 anos                                    | Sim                | Não                  |
| Iêmen                  | 1984 | Código Penal, artigos 264, 268.                                                     | Chicotadas - Morte                                | Sim                | Sim                  |

### Oceania
| País             | Ano  | Dispositivos Legais                         | Pena                  | Se aplica a homens | Se aplica a mulheres |
| ---------------- | ---- | ------------------------------------------- | --------------------- | ------------------ | -------------------- |
| Ilhas Salomão    | 1996 | Código Penal, artigos 160, 161, 162.        | Até 7 anos de prisão  | Sim                | Sim                  |
| Kiribati         | 1977 | Código Penal, artigos 153, 154.             | Até 14 anos de prisão | Sim                | Sim                  |
| Papua-Nova Guiné | 1974 | Código Penal, artigos 210, 212.             | Até 14 anos de prisão | Sim                | Não                  |
| Samoa            | 2013 | Lei de Delitos, artigos 67, 68, 71.         | Até 7 anos de prisão  | Sim                | Não                  |
| Tonga            | 1988 | Lei de Delitos, artigos 136, 139, 140, 142. | Até 10 anos de prisão | Sim                | Sim                  |
| Tuvalu           | 1978 | Código Penal, artigos 153, 154, 155.        | Até 14 anos de prisão | Sim                | Não                  |